# Сан-Марино на Сурдлимпийских играх
Сан-Марино участвует в летних Сурдлимпийских играх с Игр 2013 года (не участвовали в Играх 2017, 2022 годов), в зимних Сурдлимпийских играх участия не принимали. На настоящее время медалей на Играх пока ещё не завоевали.